# Észak-Korea a 2006. évi téli olimpiai játékokon
Észak-Korea az olaszországi Torinóban megrendezett 2006. évi téli olimpiai játékok egyik részt vevő nemzete volt. Az országot az olimpián 2 sportágban 6 sportoló képviselte, akik érmet nem szereztek.
Észak- és Dél-Korea a téli olimpiai játékok történetében először együtt vonult fel a nyitóünnepségen, Egyesült-Korea zászlaja mögött, két zászlóvivővel.

Az Egyesült-Korea olimpiai zászlaja

## Műkorcsolya
| Versenyző                      | Versenyszám  | Rövid program | Rövid program | Kűr          | Kűr          | Összesítés | Összesítés |
| Versenyző                      | Versenyszám  | Pont          | Hely.         | Pont         | Hely.        | Pont       | Helyezés   |
| ------------------------------ | ------------ | ------------- | ------------- | ------------ | ------------ | ---------- | ---------- |
| Han Csongin                    | Férfi egyéni | 42,11         | 30.           | kiesett      | kiesett      | kiesett    | kiesett    |
| Kim Jongszok                   | Női egyéni   | 39,16         | 27.           | kiesett      | kiesett      | kiesett    | kiesett    |
| Csong Hjonghjok Phjo Jongmjong | Páros        | 33,63         | 20.           | visszalépett | visszalépett | kiesett    | kiesett    |

## Rövidpályás gyorskorcsolya
Női
| Versenyző     | Versenyszám | Előfutam | Előfutam | Negyeddöntő | Negyeddöntő | Elődöntő | Elődöntő | B döntő | B döntő | Döntő   | Döntő   | Helyezés |
| Versenyző     | Versenyszám | Idő      | Hely.    | Idő         | Hely.       | Idő      | Hely.    | Idő     | Hely.   | Idő     | Hely.   | Helyezés |
| ------------- | ----------- | -------- | -------- | ----------- | ----------- | -------- | -------- | ------- | ------- | ------- | ------- | -------- |
| Ri Hjangmi    | 500 m       | kizárták | kizárták | kiesett     | kiesett     | kiesett  | kiesett  | kiesett | kiesett | kiesett | kiesett | kiesett  |
| Ri Hjangmi    | 1000 m      | 1:34,360 | 3.       | kiesett     | kiesett     | kiesett  | kiesett  | kiesett | kiesett | kiesett | kiesett | 15.      |
| Csong Szokjun | 500 m       | 46,177   | 3.       | kiesett     | kiesett     | kiesett  | kiesett  | kiesett | kiesett | kiesett | kiesett | 16.      |